# Livet på en pinne
Låten, se Livet på en pinne (sång)
Livet på en pinne är en svensk komedifilm från 1942 i regi av Weyler Hildebrand. I huvudrollerna ses Åke Söderblom, Katie Rolfsen, Thor Modéen och Annalisa Ericson.

## Handling
Två brottslingar, "Chicago-Rosie" och "Röde Magnus", anländer till Stockholm. Röde Magnus träffar av en slump på juristen Jimmy Smith som inte vill leva längre då hans fästmö har lämnat honom. Han ber Magnus att mörda honom, för om Jimmy begår självmord kommer inte hans försäkringspengar betalas ut (han vill att de ska tillfalla hans gamla fästmö). Röde Magnus klarar inte av uppdraget, utan överlåter det åt sin gamle vän, den lite misslyckade brottslingen Aldor Johnsson.

## Om filmen
Filmen premiärvisades på biograf Spegeln vid Birger Jarlsgatan i Stockholm den 28 september 1942. Den spelades in vid Filmstaden i Råsunda med exteriörer från Stockholm. Filmen har visats vid ett flertal tillfällen i SVT.

## Roller i urval
- Åke Söderblom – Jimmy Smith, jur. stud.
- Annalisa Ericson – Betty Carlberg, hans fästmö
- Thor Modéen – Aldor Johnsson
- Katie Rolfsen – "Chicago-Rosie"
- Torsten Winge – "Röde Magnus"
- Carl Hagman – poliskommissarie
- Carl Reinholdz – detektivkonstapel
- Douglas Håge – överkonstapel
- Rune Halvarsson – patrullerande poliskonstapel
- Kotti Chave – Allan Carlberg, Bettys bror
- Hilda Borgström – moster Malin, Jimmys moster
- Carl Browallius – Henriksson, hennes advokat
- John Norrman – John, portvakt
- Arthur Fischer – Lurven
- Anna-Stina Wåglund – Kitty, Rosies påkläderska
- Eivor Engelbrektsson – Allans bordsdam